# Maria Theurl
Maria Theurl (née le 11 août 1966) est une ancienne fondeuse autrichienne.

## Palmarès

### Championnats du monde
- Championnats du monde de 1999 à Ramsau am Dachstein  Autriche :
  -  Médaille de bronze sur 15 km